# Lion (玉置浩二の曲)
「Lion」（リオン）は、日本のシンガーソングライターである玉置浩二の楽曲。
2006年3月15日にSony Recordsから22枚目のシングルとしてリリースされた。前作「プレゼント」（2005年）よりおよそ4か月ぶりにリリースされたシングルであり、作詞は松井五郎、作曲は玉置が担当している。
軽快なミディアムテンポの応援歌であり、11枚目のアルバム『PRESENT』（2006年）からの先行シングルとしてリリースされた。本作は日本テレビ系テレビアニメ『エンジェル・ハート』（2005年 - 2006年）の第2期オープニングテーマとして使用され、オリコンシングルチャートでは最高位60位となった。

## 音楽性と歌詞
音楽情報サイト『CDジャーナル』では、本作が軽やかな歌とメロディーで構成されていることに触れた上で、「応援歌ながら汗臭さもなく爽やかだ」と主張している。
ベスト・アルバム『ALL TIME BEST』（2017年）の楽曲解説では、本作を「愛と希望に溢れた応援歌」とした上で、「決して押しつけがましくない、爽やかなミディアム・チューン」であると表記している。また途中でア・カペラになるアレンジが「全体に豊潤さを与えている」とも表記している。同解説では、本作から1か月後にリリースされた11枚目のアルバム『PRESENT』（2006年）がAOR色が強い作品であると主張し、「いつもどこかで」（2005年）、「プレゼント」（2005年）の前2作と本作が収録されていることでファンの新規開拓に繋がったことから「キャリアの中でもポイントになっている一枚」であると表記している。

## リリース、メディアでの使用、チャート成績
本作は2006年3月15日にSony Music Recordsからマキシシングルでリリースされ、日本テレビ系テレビアニメ『エンジェル・ハート』（2005年 - 2006年）の第2期オープニングテーマとして使用された。同アニメにおいて玉置は本編の第25話および第26話に登場する食堂店主である福留裕介役で声優に初挑戦した。カップリング曲である「夜想」に関して、音楽情報サイト『CDジャーナル』では、「シンプルな歌詞ながらアーティスト力により全体に深みが加わったストリングス入りバラード」と表記している。
本作はオリコンシングルチャートにて最高位60位の登場週数2回となり、売り上げ枚数は0.2万枚となった。2022年に実施されたねとらぼ調査隊による玉置のシングル曲人気ランキングでは22位となった。

## シングル収録曲
| 全作詞: 松井五郎、全作曲: 玉置浩二、全編曲: 玉置浩二、安藤さと子。 |                        |          |            |      |
| #                                                                  | タイトル               | 作詞     | 作曲・編曲 | 時間 |
| 1.                                                                 | 「Lion」               | 松井五郎 | 玉置浩二   | 4:11 |
| 2.                                                                 | 「夜想」               | 松井五郎 | 玉置浩二   | 5:01 |
| 3.                                                                 | 「Lion」(Instrumental) | 松井五郎 | 玉置浩二   | 4:11 |
| 4.                                                                 | 「夜想」(Instrumental) | 松井五郎 | 玉置浩二   | 5:00 |
| 合計時間:                                                          | 合計時間:              | 18:23    |            |      |

## リリース履歴
| No. | 日付           | レーベル                               | 規格                   | 規格品番  | 最高順位 | 備考 |
| --- | -------------- | -------------------------------------- | ---------------------- | --------- | -------- | ---- |
| 1   | 2006年3月15日  | Sony Music Records                     | マキシシングル         | SRCL-6164 | 60位     |      |
| 2   | 2013年11月27日 | ソニー・ミュージックエンタテインメント | デジタル・ダウンロード | -         | -        |      |

## 収録アルバム
「Lion」
- 『PRESENT』（2006年）
- 『ALL TIME BEST』（2017年）

「夜想」
- 『PRESENT』（2006年）
- 『THE BEST ALBUM 35th ANNIVERSARY 〜メロディー〜』（2022年）